# Onorato (nome)
Onorato  è un nome proprio di persona italiano maschile.

## Varianti
- Femminili: Onorata[2]
  - Ipocoristici: Nora

### Varianti in altre lingue
- Basco: Onorata[3]
- Catalano: Honorat[3]
- Francese: Honoré[4][5], Honorat
  - Femminili: Honorée[5]
- Latino: Honoratus[1][4][3][5]
  - Femminili: Honorata[4]
- Polacco: Honorat
  - Femminili: Honorata
- Spagnolo: Honorato[3]

## Origine e diffusione
Deriva dal nome latino Honoratus, già attestato molto frequentemente come cognomen. Etimologia e significato sono abbastanza evidenti: si tratta infatti di una ripresa di honoratus, participio passato del verbo honoro ("onorare", da honos, "onore", "tributo"), che significava non solo "stimato", "onorato", "a cui vengono tributati onori" (senso che mantiene in italiano moderno), ma anche "onorabile", "degno di essere onorato". Per semantica, è quindi analogo ai nomi Esmé, Arya e Timone.
Il nome, comune nel Medioevo grazie al suo palese significato augurale, si è diffuso anche grazie al culto di vari santi così chiamati. In Italia è attestato ovunque, ma con meno frequenza al Sud. In Francia è presente nella forma Honoré, che talvolta viene utilizzata come forma locale del nome Onorio.

## Onomastico

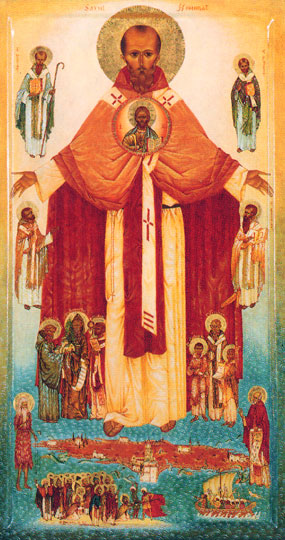
Sant'Onorato di Amiens

L'onomastico si può festeggiare in memoria di più santi, alle date seguenti:
- 9 gennaio, sant'Onorato di Buzançais, benefattore e martire[7][8]
- 11 gennaio, sant'Onorata da Pavia, vergine, sorella di sant'Epifanio[1][8]
- 16 gennaio, sant'Onorato, fondatore e primo abate dell'abbazia di Fondi[1][7][8]
- 16 gennaio, sant'Onorato, vescovo di Arles e fondatore dell'abbazia di Lerino[1][7][8]
- 8 febbraio, sant'Onorato, confessore e vescovo di Milano[1][7][8]
- 16 maggio, sant'Onorato, vescovo di Amiens, patrono di fornai, pasticcieri e panettieri[1][3][7][8]
- 23 maggio, sant'Onorato, secondo abate di Subiaco[8]
- 1º giugno, sant'Onorato, martire a Tessalonica[7]
- 27 agosto o 1º settembre, sant'Onorato, martire a Potenza sotto Massimiano[1][7]
- 30 settembre, sant'Onorato, arcivescovo di Canterbury[7]
- 23 ottobre, beato Onorato Andrea Zorraquino Herrero, religioso lasalliano, martire a Benimaclet con altri compagni[8]
- 29 ottobre (o 28[1]), sant'Onorato, vescovo di Vercelli[7][8]
- 16 novembre, sant'Onorato, martire in Africa[7]
- 16 dicembre, beato Onorato da Biała, frate cappuccino[8]
- 22 dicembre, sant'Onorato, vescovo di Tolosa[7][8]
- 22 dicembre, sant'Onorato, martire ad Ostia assieme ai santi Floro e Demetrio[1][7][8]
- 29 dicembre, sant'Onorato, martire in Africa[1][7]

## Persone
- Onorato, politico romano
- Onorato, arcivescovo di Milano

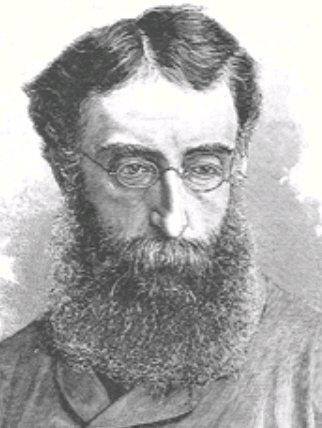
Onorato Caetani

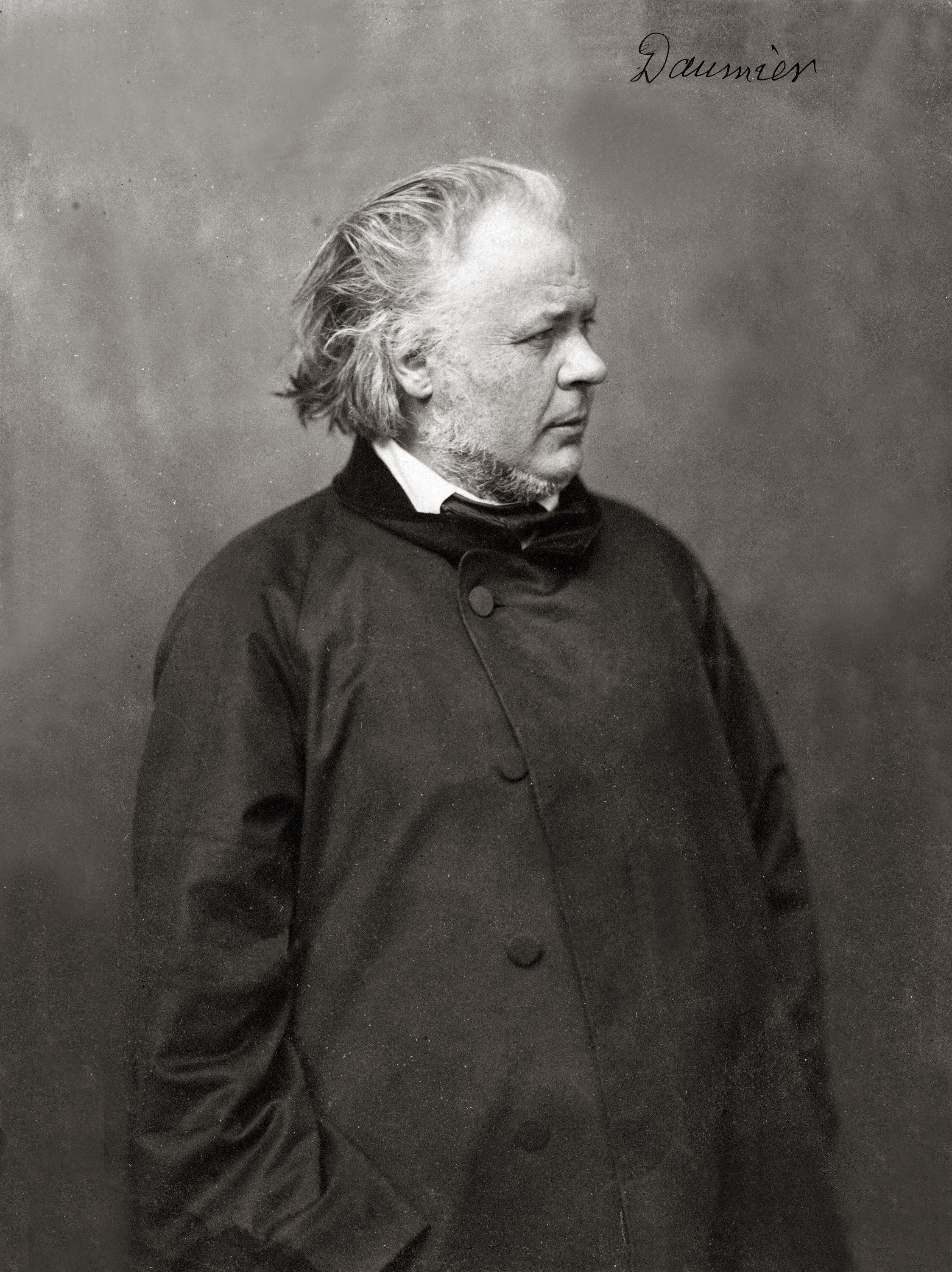
Honoré Daumier

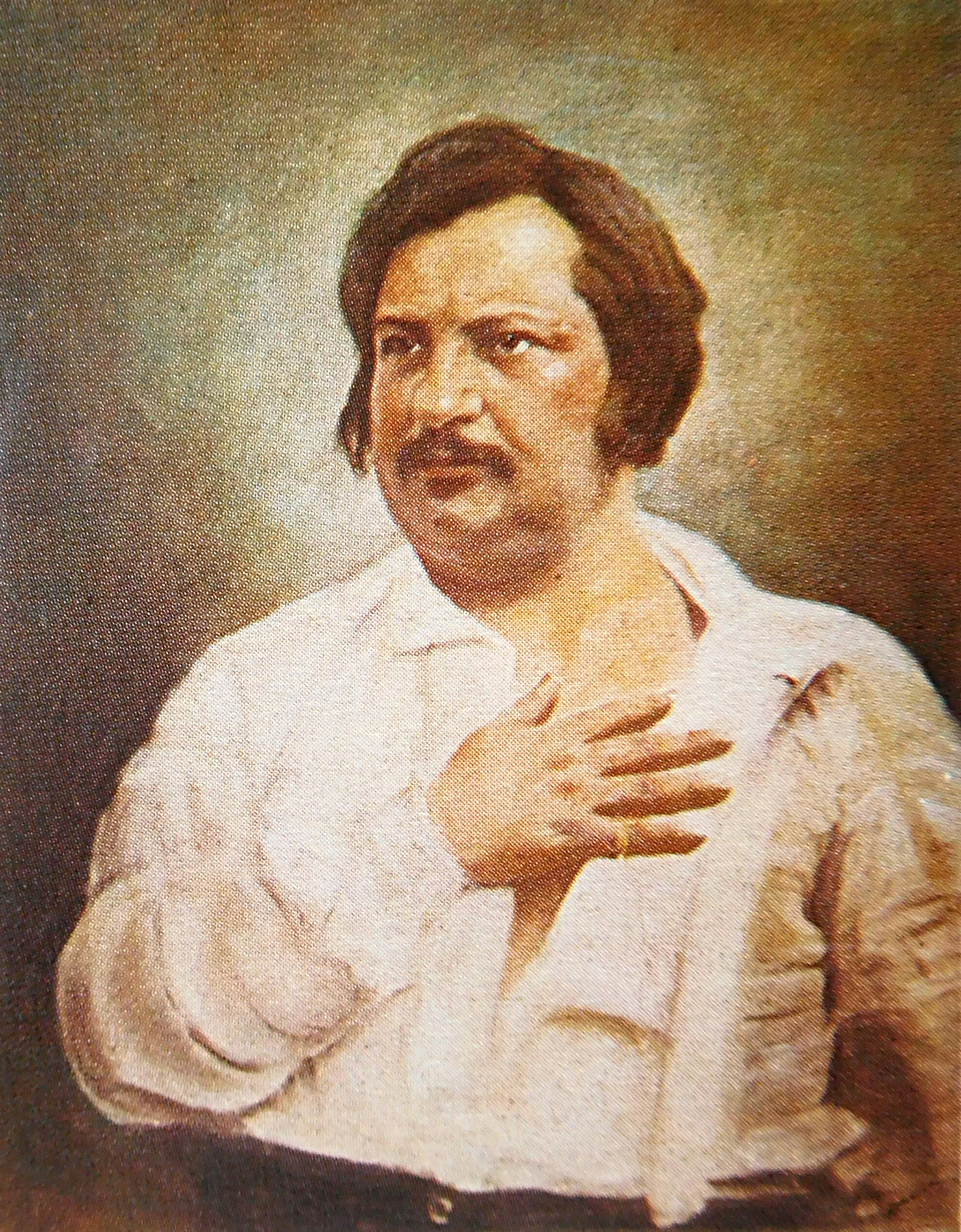
Honoré de Balzac

- Onorato di Amiens, vescovo e santo romano
- Onorato di Arles, vescovo e santo romano
- Onorato da Biała, religioso polacco
- Onorato III di Monaco, principe di Monaco
- Onorato V di Monaco, principe di Monaco
- Onorato II di Savoia-Villars, condottiero italiano
- Onorato Bacchetti, medico italiano
- Onorato Caetani, politico italiano
- Onorato Carlandi, pittore italiano
- Onorato Damen, politico italiano
- Onorato Lascaris di Ventimiglia, vescovo cattolico italiano
- Onorato I Lascaris di Ventimiglia, politico italiano
- Onorato Leotardo, giurista italiano
- Onorato Nicoletti, matematico italiano
- Onorato Rey di Villarey, generale italiano

### Variante Honoré
- Honoré Barthélémy, ciclista su strada, pistard e ciclocrossista francese
- Honoré Bonet, scrittore e filosofo francese
- Honoré Daumier, pittore, scultore, litografo e caricaturista francese
- Honoré Théodoric d'Albert di Luynes, numismatico, archeologo e filantropo francese
- Honoré de Balzac, drammaturgo, critico letterario, saggista, giornalista e stampatore francese
- Honoré d'Estienne d'Orves, ufficiale francese
- Honoré d'Urfé, scrittore francese
- Honoré Fabri, teologo, matematico, fisico e polemista gesuita francese
- Honoré Jacquinot, chirurgo e zoologo francese
- Honoré Charles Reille, generale francese
- Honoré Gabriel Riqueti de Mirabeau, scrittore, diplomatico, rivoluzionario, agente segreto e politico francese

### Altre varianti maschili
- Honorat de Bueil de Racan, poeta e drammaturgo francese
- Honorato Trosso, cestista angolano

### Variante femminile Onorata
- Onorata Rodiani, pittrice e militare italiana

## Il nome nelle arti
- Honorata Willerman è un personaggio dei romanzi Il Corsaro Nero e La regina dei Caraibi, facenti parte del ciclo I corsari delle Antille di Emilio Salgari.